# Syzygium myrsinifolium
Syzygium myrsinifolium är en myrtenväxtart som först beskrevs av Henry Fletcher Hance, och fick sitt nu gällande namn av Elmer Drew Merrill och Lily May Perry. Syzygium myrsinifolium ingår i släktet Syzygium och familjen myrtenväxter.
Artens utbredningsområde är Hainan (Kina). Inga underarter finns listade i Catalogue of Life.